# Sandro Foda
Sandro Foda (* 28. Dezember 1989 in Mainz) ist ein deutscher Fußballspieler auf der Position eines Mittelfeldspielers.

## Leben und Karriere
Sandro Foda begann mit dem Fußballspiel 1997 beim SK Sturm Graz in Österreich, da sein Vater Franco dort zunächst als Spieler und später bis 2012 als Trainer tätig war. Nach einigen Jahren in den Jugendmannschaften des Vereins kam er in die Amateurmannschaft, die in der drittklassigen Regionalliga Mitte spielte. Im Jahre 2006 stand Foda das erste Mal im Kader der Bundesligamannschaft von Sturm Graz, wo er, wie bereits bei den Amateuren, von seinem Vater trainiert wurde.
In der Saison 2007/08 kam Sandro Foda zum ersten Mal bei den Profis zum Einsatz, als er beim Bundesligaspiel gegen die SV Ried beim Stand von 5:0 in der 89. Spielminute für Samir Muratović eingewechselt wurde. 2010/11 wurde er mit Sturm Graz österreichischer Fußballmeister. Anfang der Saison 2012/13 wechselte er in die zweithöchste Spielklasse zum TSV Hartberg. Seit Januar 2014 ist er beim steirischen Landesligisten SV Wildon engagiert.
In seiner ersten Saison in Wildon absolvierte er 13 Landesligaeinsätze, in denen er torlos blieb. Ab der nachfolgenden Spielzeit 2014/15 wurde Sandro Foda als Stammspieler in allen 26 Ligaspielen des mittlerweile in der Oberliga Mitte-West spielenden Teams eingesetzt und erreichte mit der Mannschaft einen dritten Platz im Endklassement. Seit der Saison 2016/17 spielt er mit der Mannschaft wieder in der Landesliga.

## Erfolge
- Österreichischer Pokalsieger: 2009/10 (SK Sturm Graz)
- Österreichischer Meister: 2010/11 (SK Sturm Graz)